# 北九州市舊門司稅關
33°56′51.7″N 130°57′48.8″E / 33.947694°N 130.963556°E
北九州市舊門司税關是位於日本福岡縣北九州市門司區門司港地區的一棟二層建築，建築本身為鋼筋混凝土加上部分木造結構，建於1912年，為觀光景點門司港懷舊其中的一棟歷史建築。

## 概要
建築原為門司稅關使用，過去門司稅關最初的辦公廳舍於1910年因火災損毀後興建此棟廳舍，此建築於1912年完工啟用，一直使用至1927年為止。
此後建築轉給民間使用，但在1945年6月遭到空襲而造成部分屋頂損毀，當時僅使用砂漿做簡單修復後繼續作為倉庫使用。
1991年在規劃門司港懷舊時決定依過去之相片進行建築外觀修復，並於1995年3月25日與周邊門司港懷舊的建築共同啟用。
目前建築內一樓作為常設海關展覽空間、旅客休息空間、喫茶店「懷舊咖啡」（レトロカフェ），二樓則是作為畫廊及展望室。
2007年日本經濟產業省將其列為近代化產業遺產北九州煤礦主題。

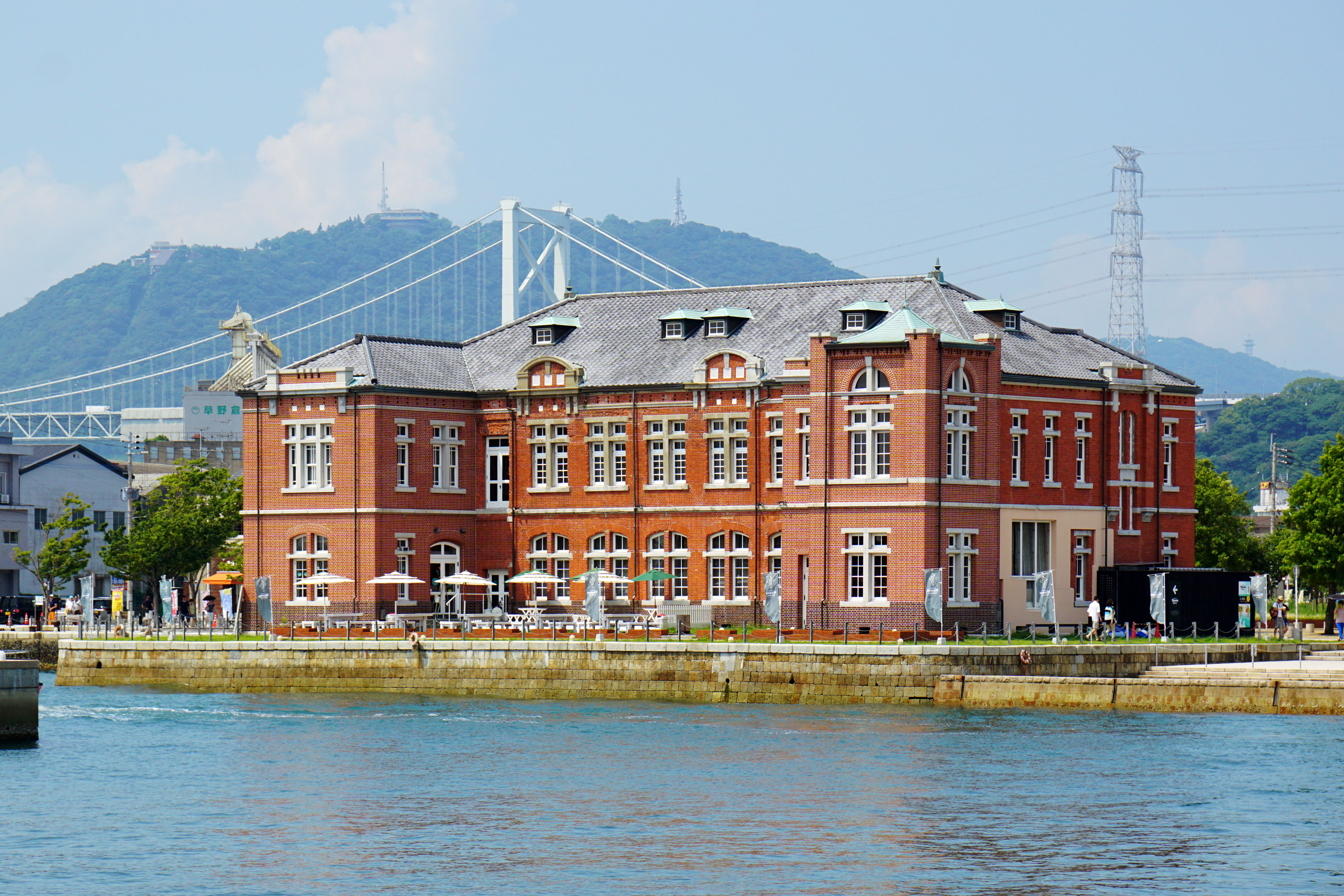
建築外觀
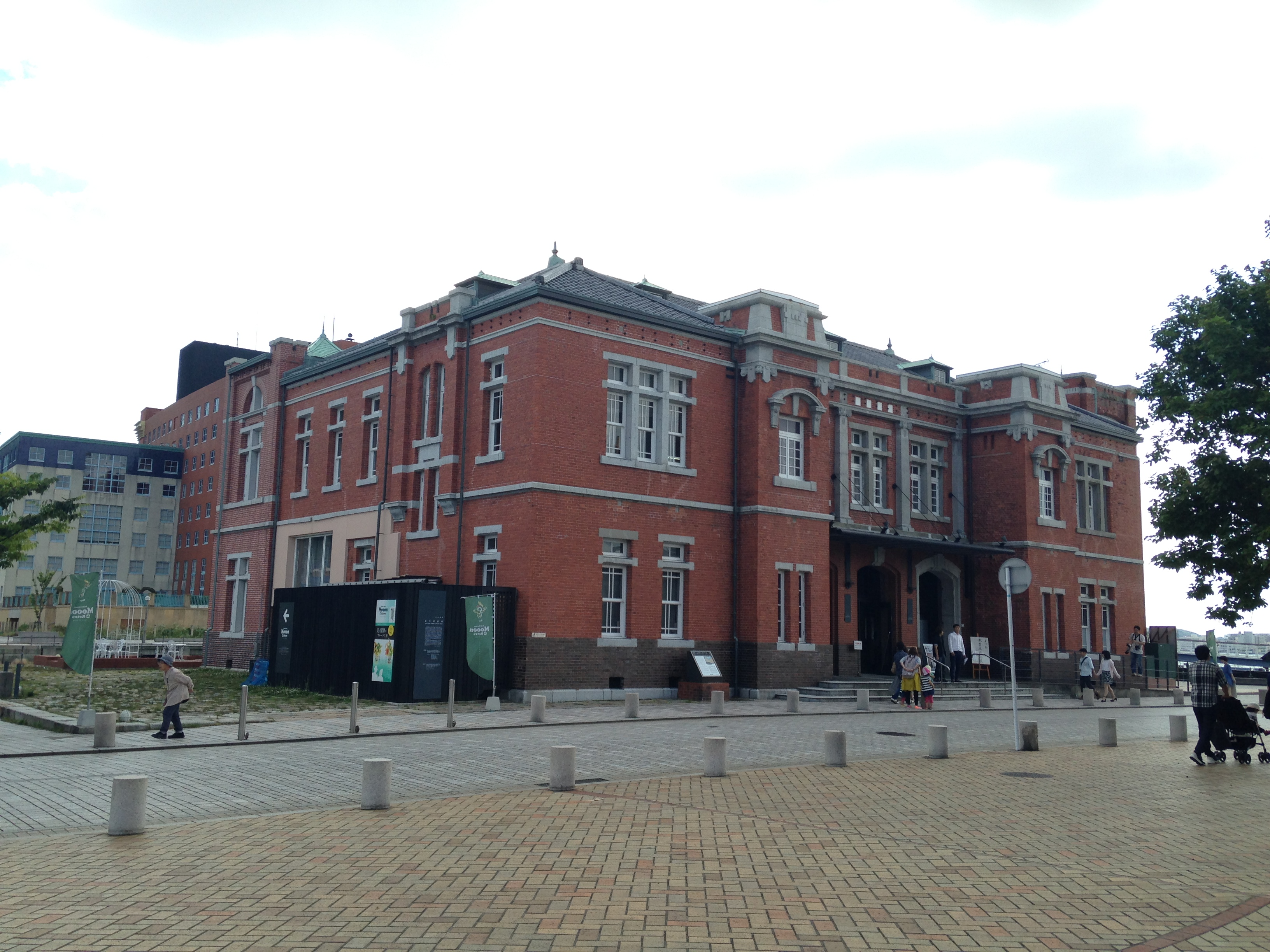
建築外觀